# 亞齊人
亞齊人，是印尼蘇門答臘北部的穆斯林民族。他們的語言亞齊語是南島語族的馬來-波利尼西亞分支。全世界有400万亞齊人，在印尼人口350万，其他散居新加坡，泰國、澳大利亞，美國和加拿大。
亞齊在印度尼西亞是一個特殊區域。領土位於蘇門答臘北端。它的首都是班達亞齊。它靠近印度的安達曼和尼科巴群島，並與安達曼海相隔離。它在印度尼西亞的穆斯林比例最高，他們大多按照伊斯蘭教法的習俗和法律生活。該地區有10個土著族裔群體，其中亞歷山大人口最多，約佔本地區人口的80％至90％。
亞齊被認為是伊斯蘭教在印尼傳播的開始，並且是伊斯蘭教在東南亞傳播的一個關鍵。伊斯蘭教達到亞齊（三國的Fansur和Lamuri）在公元1250，在十七世紀初的亞齊蘇丹國是在最富有的，強大力量鞏固了在馬六甲海峽的地位。亞齊有抵抗外國人控制的政治獨立歷史，包括前荷蘭殖民者和印度尼西亞政府。
亞齊擁有大量自然資源，例如石油和天然氣。亞齊的天然氣儲量在世界上名列前茅。相對於大多數印度尼西亞來說，這是一個宗教保守的地區。亞齊是2004年印度洋地震和海嘯的重點地區，其破壞西部海岸多省。災難中有大約十七萬印度尼西亞人遇害或失踪。這場災難幫助了印度尼西亞政府和自由亞齊運動（GAM）之間的和平協議。

## 民族分佈、人口與語言
亞齊人的地理位置位於印尼蘇門答臘的西北端，北方面臨麻六甲海峽出口，西方為印度洋，距離雅加達1750公里。在行政區域上與蘇北省接壤，人口有4,557,371人，首府為班達亞齊(Banda Aceh)，華人稱大亞齊。全境面積57,365平方公里，約為印尼總面積3％，佔蘇門答臘島面積之12.26％，屬於印尼共和國三個特別行政區域之一。

## 地理環境

印尼各省地圖

亞齊位於蘇門答臘島北部赤道北部20至60度之間，馬來西亞半島橫跨馬六甲海峽，是印度尼西亞最西部的省份，該省佔地面積近57 000平方公里，人口430萬，其中大多數生活在農村環境中。亞齊位於東亞與南亞的季風交會休息處，在地處太平洋的東方每年１０月至３月盛行東北季風，４月到９月則吹西南季風；至於西方的印度洋則１０月到１月盛行東北季風，４月至７月則吹西南季風，不管是阿拉的信徒還是僧侶都必須在此停留等待季風的轉換，再前往下一個目的，因此，在多重文化的激盪與接觸之下，造就了亞齊特特殊的文化。

## 歷史沿革

### 史前
根據幾個考古發現，亞齊人類居住的第一個證據來自位於殼苗的Tamiang河附近的一個地點。石工具和動物遺體也被發現在現場。考古學家認為這個遺址首先在公元前10000年左右被佔領。

### 亞齊王國

蘇丹伊斯坎德爾·穆達統治時期亞齊蘇丹國的地圖

亞齊蘇丹國由蘇丹阿里·莫哈亞特·西亞在1511年建立。
在1584-88年，馬六甲主教D.JoãoRibeiro Gaio根據前任俘虜Diogo Gil所提供的信息，撰寫了“Roteiro das Cousas do Achem”（Lisboa 1997） - 蘇丹國的描述。
後來，在它的黃金時期17世紀，它的領土和政治影響力就擴展到泰國南部的沙敦，現今在馬來半島的柔佛，和在Siak省的廖內。像大多數非爪哇前殖民國家的情況一樣，澳大利亞的權力由海域而不是內陸擴張。隨著蘇門答臘海岸擴張，其主要競爭對手是馬六甲海峽另一邊的柔佛和葡萄牙。亞齊從爪哇進口的大米， 而不是發展自給自足的稻米生產，正是這個海運貿易的重點。
1511年葡萄牙佔領馬六甲後，許多伊斯蘭商人轉向與馬六甲海峽的班達亞齊做貿易，使得亞齊統治者的財富增加。在蘇丹依斯幹達慕達於17世紀的統治，亞齊的影響力擴展到大多數的蘇門答臘島和馬來半島。亞齊與奧斯曼帝國和荷蘭東印度公司在與葡萄牙和柔佛蘇丹國的鬥爭中結盟，亞齊軍事力量逐漸衰落，並在十八世紀將其在蘇門答臘的Pariaman領土交給了荷蘭人。
然而，到十九世紀初，亞齊由於其控制區域貿易的戰略地位而變得越來越有影響力。在1820年代，亞齊成為世界上供應黑胡椒量一半以上的生產商。胡椒貿易為蘇丹國和附屬於亞齊控制鄰近港口的統治者創造了新的財富，但它們現在卻能夠宣示更多的獨立。這些變化最初威脅亞齊的誠信，是蘇丹東姑易卜拉欣，他重申了附近港口的權力，並控制了英國從1838至1870年。
根據1824年的“ 英荷條約”，英國人把他們在蘇門答臘的殖民地財產交給了荷蘭人。在條約中，英國人描述亞齊是他們的財產之一，雖然他們沒有實際控制蘇丹國。最初，根據協議，荷蘭人同意尊重亞齊的獨立性。然而，1871年，英國人以前反對荷蘭入侵亞齊，可能防止法國或美國在該地區獲得立足點。雖然荷蘭人和英國人都不知道具體情況，但自從十八世紀五十年代以來，亞齊一直與法國統治者和奧斯曼帝國溝通。

### 亞齊戰爭
亞齊經營的海盜威脅到馬六甲海峽的商業活動，蘇丹無法控制他們。英國是亞齊的保護者，並允許荷蘭根除海盜。這場運動迅速驅趕了蘇丹，但當地領導人在四十年的游擊戰中動員和打擊了荷蘭人，發生了高度的暴行。荷蘭殖民政府於1873年3月26日向亞齊宣戰。亞齊尋求美國幫助，但華盛頓拒絕了這一要求。
荷蘭人在四十年的時間裡嘗試了一個又一個的戰略。1873年，約翰·哈曼·魯道夫·科勒少將進行的考察佔領了大部分沿海地區。科勒的策略是攻擊蘇丹的宮殿。它失敗了，然後，荷蘭人試圖在一系列的堡壘內進行海軍封鎖，和解，集中，最後是被動的遏制。失敗戰略的大量支出幾乎使殖民地政府破產，每年達到15至2000萬加元。
亞齊軍隊迅速現代化，亞齊士兵設法殺死科勒（這個成就的紀念碑已建在班達亞齊大清真寺內）。克勒犯了一些嚴重的戰術錯誤，使得荷蘭人的聲譽受到嚴重的傷害。近年來，隨著國際社會對於戰區的人權問題和暴行的關注，越來越多的人討論了在亞齊戰爭時期荷蘭軍隊殘忍的屠殺行為。
哈桑·穆斯塔法（1852-1930）是殖民政府的酋長“penghulu”或者法官，並且駐紮在亞齊。他必須平衡傳統的穆斯林正義與荷蘭的法律。為了阻止亞齊的叛亂，哈桑·穆斯塔法發出了一個法瓦斯，在1894年告訴穆斯林，“印度尼西亞穆斯林有責任忠於荷蘭東印度群島政府”。

### 日本佔領
二戰期間，日本軍隊佔領了亞齊。當地（伊斯蘭教士）Acehnese Ulama與荷蘭人合作以展開對日本人的抗爭，於1942年2月荷蘭人起兵反抗，1942年11月亞齊人亦跟進起兵。這次反抗是由全亞宗教學者協會（PUSA）領導的。日軍在起義時損失了18人，而100至120名亞齊人在起義中被殺。這個反叛發生在巴渝，以Tjot Plieng村的宗教學校為中心。在11月10日和13日的起義期間，在Buloh Gampong Teungah的Teungku Abduldjalil（Tengku Abdul Djalil）和Tjot Plieng的武裝下，用武裝武器和機關槍的日本軍隊被指控為Acehnese。  1945年5月，亞統人再次反抗。烏干達宗教政黨取得了以前與荷蘭人合作的地區軍閥（uleebalang）黨的優勢。

### 印尼獨立
第二次世界大戰後，印尼內戰在1945年爆發，區議會黨支持荷蘭政府的回歸，支持印度尼西亞新宣布的宗教烏干達黨。烏拉馬贏得了印度尼西亞獨立戰爭時期的這個地區。荷蘭軍方本身從未試圖入侵亞齊。內戰使宗教烏干達黨領導人道德·拜雷赫（Daud Bereueh）成為亞齊省軍長。

### 亞齊叛亂
亞齊在它被納入獨立的印度尼西亞之後立即反抗，這是因為亞齊認為他的權利被侵犯以及逾越的複雜關係所引起。
印度尼西亞第一任總統索卡諾已經違背了他在1948年6月16日作出的承諾，亞齊將被允許按照已有數個世紀的宗教價值觀來統治亞齊。亞齊在1950年在政治上納入省北蘇門答臘，這導致了1953年至1959年的亞齊叛亂，這是由多德·貝所領導，他在1953年9月20日宣布獨立由塞卡爾馬德士·馬里德賈恩·卡托索霍所領導的自由亞齊。1959年，印度尼西亞政府試圖通過在與宗教，教育和文化有關的事務上提供廣泛的自由來安撫亞齊人。

### 自由亞齊運動
根據與印度尼西亞中央政府的協議，美國石油和天然氣公司開始利用亞齊自然資源。據指出，中央政府與亞齊本地人之間的利益分配不均，導致了哈桑·穆罕默德·迪·蒂羅（Hasan Muhammad di Tiro）呼籲建立一個獨立的亞齊，並於1976年宣布獨立。
這個運動最初有少數追隨者，使得哈桑·穆罕默德·迪·蒂羅博士不得不在瑞典流亡。同時，全省遵循蘇哈托經濟發展和工業化政策。在1980年代後期，幾起安全事件促使印度尼西亞中央政府採取鎮壓措施，派出部隊前往亞齊。在未來十年猖獗的侵犯人權行為，導致了亞齊人對印度尼西亞中央政府的不滿。1990年，印度尼西亞政府通過在該地區部署了12.000多名印度尼西亞軍隊，對GAM進行了軍事行動。
在1990年代末期，爪哇的混亂和中央政府的無能給了自由亞齊運動一個優勢，導致了叛亂的第二階段，這次得到了亞齊人的大力支持。班達亞齊1999年的全民投票表明了此一支持，近百萬人（全省四百萬人口）出席了會議。印度尼西亞中央政府在2001年通過擴大亞齊的自主權來回應，使其政府更廣泛地適用伊斯蘭教法和獲得直接外國投資的權利。這又伴隨然而鎮壓措施，並於2003年進攻開始和緊急狀態在省宣告成立。2004年的海嘯災難襲擊了全省，戰爭還在繼續。

## 社會、家庭與婚姻

### 印尼亞齊的伊斯蘭禁律
亞齊在印度尼西亞的穆斯林比例最高，他們大多按照伊斯蘭教法的習俗和法律生活。亞齊因為享有其他省分所沒有的自治權，所以成為印尼境內唯一實施嚴苛回教法的地區。亞齊省的省議會及地方議會，也都可以通過各自的伊斯蘭新法。
亞齊在2011年就通過法律，只要觸犯同性性行為及通姦者，都處以一百下鞭刑的懲罰。根據該項法規，男人之間的肛交、女人之間摩擦身體器官尋求刺激均屬違法，而且前述法規也首次涵蓋了非穆斯林。

### 社會政治組織
儘管在印尼的控制下，亞齊有一個當選村主任（ keuchi ）規定家庭法和水稻種植，以及一個民選的宗教權威（ teungku 判決的事項屬於伊斯蘭法）。這兩名官員與共同努力村委會組成的成熟男人。村里和聯邦層次之間是低區級（ 巫金 包括由單一的清真寺擔任這些村莊的）; 它是由一個牧師（給藥 imeum ），還有一個由幾個村莊和巫金的上區一級，它支配 uleebalang。 此前印尼控制它有自主性很大，且uleebalang辦公室通過承桃流傳下來。十九世紀的亞齊分成四個獨立的群體，主要基於宗教或政府職能，但這些已經讓位給基於一個是否為 烏里瑪 （宗教學者）。

## 產業與生活
亞齊在全國範圍內統治不是一個普通省份，而是作為一個特殊領土（daerah istimewa）來管理，旨在使該地區在雅加達的中央政府增加自主權，且地方選舉已經在亞齊省實行。在2006年選舉中，歐迪·優素福當選為2007-2012年的州长，於2012年4月的選舉中薩尼·阿卜杜拉當選為州長2012-2017。

### 行政區域

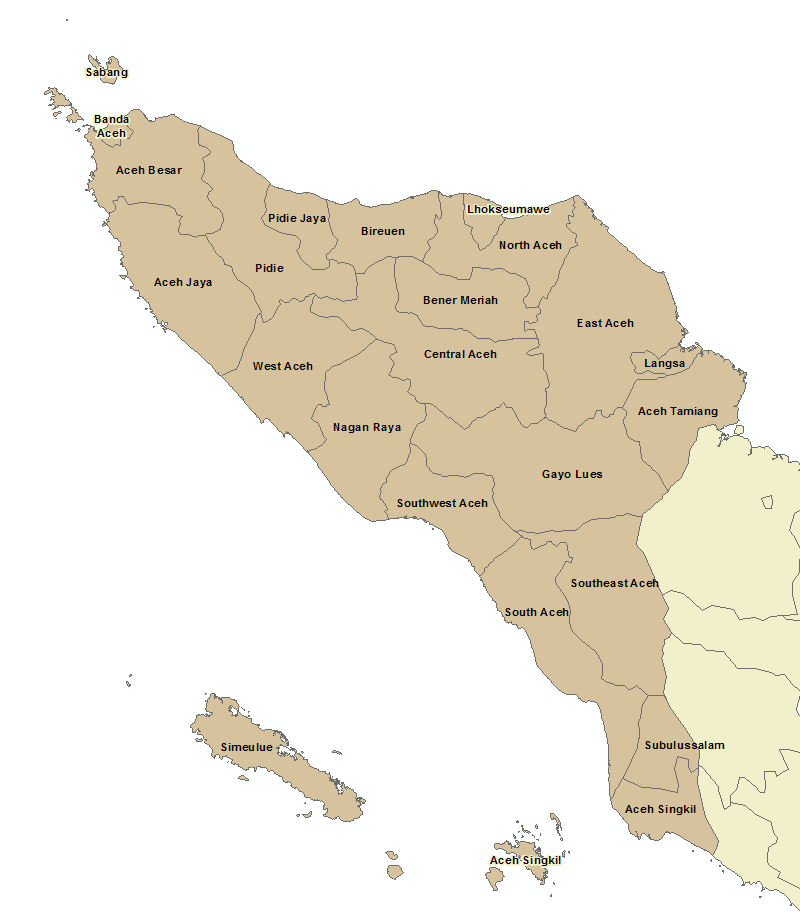
Regencies of Aceh

特別地區劃分為十八個區（kabupaten）和五個自治市（kota）。首都和最大的城市是班達亞齊，位於靠近蘇門答臘北端的海岸。一些地方正在推動創建新的自治地方，通常以加強地方對政治和發展的控制為目標。城市和統治區域（細分為區亞齊），2010年人口普查與他們的人口如下根據2014年一月最新的估計
| Name                                                | Capital               | Est. | Establish by Statute | Area (in km²) | Population 2010 Census | Population 2014 Estimates | HDI 2014 Estimates |
| --------------------------------------------------- | --------------------- | ---- | -------------------- | ------------- | ---------------------- | ------------------------- | ------------------ |
| Banda Aceh City                                     |                       | 1956 | UU 24/1956           | 61.36         | 223,446                | 235,245                   | 0.822 (Very High)  |
| Langsa City                                         |                       | 2001 | UU 3/2001            | 262.41        | 148,945                | 156,809                   | 0.738 (High)       |
| Lhokseumawe City                                    |                       | 2001 | UU 2/2001            | 181.06        | 171,163                | 180,200                   | 0.744 (High)       |
| Sabang City                                         |                       | 1967 |                      | 153.00        | 30,653                 | 32,271                    | 0.715 (High)       |
| Subulussalam City                                   |                       | 2007 | UU 8/2007            | 1,391.00      | 67,446                 | 71,007                    | 0.604 (Medium)     |
| Aceh Besar Regency                                  | Jantho                | 1956 | UU 24/1956           | 2,969.00      | 351,418                | 369,972                   | 0.711 (High)       |
| Aceh Jaya Regency                                   | Calang                | 2002 | UU 4/2002            | 3,812.99      | 76,782                 | 80,836                    | 0.673 (Medium)     |
| Aceh Singkil Regency (including the Banyak Islands) | Singkil               | 1999 | UU 14/1999           | 2,185.00      | 102,509                | 107,921                   | 0.653 (Medium)     |
| Aceh Tamiang Regency                                | Karang Baru           | 2002 | UU 4/2002            | 1,956.72      | 251,914                | 265,215                   | 0.661 (Medium)     |
| Bener Meriah Regency                                | Simpang Tiga Redelong | 2003 | UU 41/2003           | 1,454.09      | 122,277                | 128,733                   | 0.700 (High)       |
| Bireuen Regency                                     | Bireuen               | 1999 | UU 48/1999           | 1,901.20      | 389,288                | 409,842                   | 0.687 (Medium)     |
| Central Aceh Regency (Aceh Tengah)                  | Takengon              | 1956 | UU 24/1956           | 4,318.39      | 175,527                | 184,794                   | 0.701 (High)       |
| East Aceh Regency (Aceh Timur)                      | Idi Rayeuk            | 1956 | UU 24/1956           | 6,286.01      | 360,475                | 379,507                   | 0.636 (Medium)     |
| Gayo Lues Regency                                   | Blangkejeren          | 2002 | UU 4/2002            | 5,719.58      | 79,560                 | 83,761                    | 0.633 (Medium)     |
| Nagan Raya Regency                                  | Suka Makmue           | 2002 | UU 4/2002            | 3,363.72      | 139,663                | 147,037                   | 0.656 (Medium)     |
| North Aceh Regency (Aceh Utara)                     | Lhoksukon             | 1956 | UU 24/1956           | 3,236.86      | 529,751                | 557,721                   | 0.659 (Medium)     |
| Pidie Regency                                       | Sigli                 | 1956 | UU 24/1956           | 3,086.95      | 379,108                | 399,124                   | 0.679 (Medium)     |
| Pidie Jaya Regency                                  | Meureudu              | 2007 | UU 7/2007            | 1,073.60      | 132,956                | 139,976                   | 0.699 (Medium)     |
| Simeulue Regency                                    | Sinabang              | 1999 | UU 48/1999           | 2,051.48      | 80,674                 | 84,933                    | 0.622 (Medium)     |
| Southeast Aceh Regency (Aceh Tenggara)              | Kutacane              | 1974 | UU 7/1974            | 4,231.43      | 179,010                | 188,461                   | 0.659 (Medium)     |
| South Aceh Regency (Aceh Selatan)                   | Tapaktuan             | 1956 | UU 24/1956           | 3,841.60      | 202,251                | 212,929                   | 0.624 (Medium)     |
| Southwest Aceh Regency (Aceh Barat Daya)            | Blangpidie            | 2002 | UU 4/2002            | 1,490.60      | 126,036                | 132,690                   | 0.631 (Medium)     |
| West Aceh Regency (Aceh Barat)                      | Meulaboh              | 1956 | UU 24/1956           | 2,927.95      | 173,558                | 182,721                   | 0.673 (Medium)     |

Note: UU is an abbreviation from Undang-Undang (the Indonesia statute of law).

### 經濟
1971年美孚石油公司（Mobil）在Lhokseumawe附近發現豐富的石油、天然氣資源，於是便和印尼國營的Pertamina和日本的Jilco三間公司聯合進行開採與生產的工作，於1977年起正式開始生產。這對亞齊帶來了相當正面的經濟發展，在設施建設時期，約雇用了8000到12000名左右的當地勞工，生產期間也平均有5000名到6000名左右的亞齊人受到雇用，也在當地蓋了新學校、道路、醫療設施，同時促進了化學和肥料產業的進駐，使得同期亞齊人民之生活條件優於印尼全國之平均值。
2006年以來，亞齊經濟自破壞性海嘯後的經濟增長率小幅上漲了7.7％。這一增長主要是由於建築/建築行業大幅增長的重建努力。衝突的結束和重建方案導致經濟結構自2003年以來發生重大變化。服務業發揮了更為主導的作用，而石油和天然氣部門的份額繼續下降。
| Sector (% share of Aceh GDP)            | 2003 | 2004 | 2005 | 2006 |
| --------------------------------------- | ---- | ---- | ---- | ---- |
| Agriculture and fisheries               | 17   | 20   | 21   | 21   |
| Oil, Gas and Mining                     | 36   | 30   | 26   | 25   |
| Manufacturing (incl oil & gas manufact) | 20   | 18   | 16   | 14   |
| Electricity and Water Supply            | ...  |      |      |      |
| Building / Construction                 | 3    | 4    | 4    | 5    |
| Trade, hotels and restaurants           | 11   | 12   | 14   | 15   |
| Transport & Communication               | 3    | 4    | 5    | 5    |
| Banking & other Financial               | 1    | 1    | 1    | 1    |
| Services                                | 8    | 10   | 13   | 13   |
| Total                                   | 100  | 100  | 100  | 100  |

Note: ... = less than 0.5%

## 信仰與習俗
亞齊省在過去獨立運動期間﹐早就實行伊斯蘭法制﹐許多嚴格的伊斯蘭制度已經成為當地的社會習慣﹐例如禁止飲酒﹑禁止娼妓﹑禁止通姦﹑禁止賭博﹑兒童一律受伊斯蘭教育﹑婚姻和家庭實行伊斯蘭法制約束和禁止一切違背伊斯蘭道德的行為。 在那裡傳統居住的非穆斯林﹐早已入鄉隨俗﹐尊重當地習慣和管理制度。
根據2010年中央統計局的人口普查，穆斯林占主導地位的亞齊有98％以上，4,413,200名追隨者，只有50,300名新教徒和3,310名天主教徒。亞齊的宗教問題往往很敏感。特別地區對伊斯蘭教有非常強烈的支持，有的則是基督徒或佛教徒等其他宗教團體，認為他們受到社會或社會壓力限制活動。雅加達的亞齊扎伊尼阿卜杜拉總督和印度尼西亞內政部長賈馬凡·費齊的支持下，這一行動的官方解釋是，教會沒有適當的許可證。2012年4月初，南亞亞齊辛格爾攝政界的一些教會也被命令關閉。
一些基督徒對這些行為表示擔憂。2015年，一座教堂被燒毀，另一起襲擊，一名穆斯林暴徒被槍殺，導致總統佐科·維多多呼籲冷靜。

## 文學與藝術
大多數藝術亞齊受伊斯蘭文化影響，來自印度尼西亞亞齊地區的舞蹈，還有dance seudati, seudati inong, and seudati Tunang等。在亞齊，許多人也開發了阿拉伯書法的藝術，這可以在雕刻清真寺，家居雕刻，珠寶，禮儀工具等方面看到。除了亞齊社區還開發了伊斯蘭教寶石傳奇的形式的文學藝術，如戰爭史詩的傳奇。
anek jamee傳奇來自兩種brasimilasi文化。Anek jame知道seudati舞蹈藝術，dabus（dabuih），還有由ratoh結合了舞蹈，馬斯克和聲音藝術，藝術講述了一個有童話故事的人物的故事。
文化元素永遠不會在社區中誇張，Gayo是幾乎從未惡化的藝術甚至趨於茁壯成長。Gayo著名的藝術形式，包括戲劇藝術tan saman，稱為Didong。除了娛樂休閒，藝術形式還有儀式功能，教育，信息，以及保持社會平衡和社會結構的手段。另外還有一種形式的藝術品，教師Didong，也是melangkap（海關演說），這也是不會被遺忘的。
舞蹈亞齊的一個有趣的特點是：它是分組完成的。蘇達蒂英雄由八人攜帶。有些人稱之為“一千隻手舞”，通常這是由十個男人還是十個女人做的。雖然Likok Pulok也可以八或十二人跳。Ranub楠uan美麗的舞蹈，以紀念客人通常由六或八個處女亞齊完成。大部分舞蹈都是亞齊獨自獨奏的。

## 現況
2004年南亞大海嘯帶來了巨大的災害，使得印尼政府與「自由亞齊」都必須重新省思繼續武裝衝突的道德正當性。
自由亞齊運動在2004年印度洋大地震在亞齊引發大海嘯後，再度展開與印尼政府的談判，並取得進展。
2005年8月16日，與印尼政府達成協議，以解除武裝組織，換取印尼政府的特赦，以及不在亞齊駐紮非亞齊裔軍人，從而結束長達30年的武裝鬥爭。12月20日，「自由亞齊運動」向印尼政府上繳最後一批武器，從而徹底完成繳械行動。12月29日，印尼根據和平協議從亞齊省撤出最後一批部隊。
亞齊在海嘯中損失3000位教育師資，以及數以萬計的社會菁英，放下武器的「自由亞齊」政府很明智的選擇重建從投資教育開始。為盡速重建社會菁英與教師隊伍，亞齊政府與許多先進國家都展開了規模宏大的留學合作計畫，希望培育出未來的亞齊社會菁英。
雅加達現在也釋出善意，自我克制地尊重亞齊的自治。雖然，亞齊官員仍然批評雅加達管太多，官僚速度太慢，但是雅加達與亞齊現在都正在努力，有誠意地學習如何彼此相處。